# Bruchia queenslandica
Bruchia queenslandica är en bladmossart som beskrevs av Stone 1977. Bruchia queenslandica ingår i släktet Bruchia och familjen Bruchiaceae. Inga underarter finns listade i Catalogue of Life.